# Asterodiaspis variolosa
Asterodiaspis variolosa är en insektsart som först beskrevs av Julius Theodor Christian Ratzeburg 1870.  Asterodiaspis variolosa ingår i släktet Asterodiaspis, och familjen gropsköldlöss. Arten är reproducerande i Sverige.